# فيحان الغامدي
فيحان الغامدي هو داعية إسلامي سعودي، حلّ ضيفا في بعض البرامج على قنوات فضائية إسلامية. لكن الهيئة الدينية في السعودية لا تعترف بالغامدي داعية بصفة رسمية.

## قضية قتل ابنته
في أكتوبر 2012، توفيت ابنته «لمى الغامدي» بعد أن أمضت سبعة أشهر في المستشفى. كانت قد تعرضت للاغتصاب والضرب، وأُصيبت بكسور في الجمجمة والأضلع ويدها اليسرى، فضلًا عن رضوض وحروق، كما اقتُلع أحد أظافرها. اعترف الغامدي بتأديبها باستخدام كابلات وعصا. وبحسب ما ورد أطلق سراحه بعد أن أمضى شهرين في السجن بعد أن دفع لوالدة لمى دية يقال أنها تعادل 267,000 دولار. في 7 أكتوبر 2013، أُعلِن أنَّ الغامدي حكم عليه بالسجن لمدة 8 سنوات، بالإضافة إلى 800 جلدة.

## ردود الفعل
خلّف هذا الحكم استياء لدى بعض المغردين السعوديين على تويتر واعتبروه مخففا ولا يرتقي إلى مستوى الجريمة التي ارتكبها.
بسبب ردود الأفعال الغاضبة، أعلنت السلطات السعودية أنها تخطط لإنشاء خط ساخن على مدار 24 ساعة للإبلاغ عن إساءة معاملة الأطفال.

## البراءة
سنة 2015، برّأت محكمة حوطة بني تميم الغامدي من تهمة اغتصاب ابنته وقتلها عمداً، بعد مداولات استمرت نحو 3 سنوات انتهت بإطلاقه بالكفالة وإسقاط تهمة القتل والاكتفاء بتهمة «الإسراف بالتأديب».